# Ray Abrams
Ray Abrams, eigentlich Raymond Abramson (* 23. Januar 1920 in New York, NY; † 6. Juli 1992 in Brooklyn) war ein US-amerikanischer Jazz-Tenorsaxophonist, dessen Stil dem Bebop zuzurechnen ist.

## Leben und Wirken
Ray Abrams ist der Bruder des Schlagzeugers Lee Abrams. 1944 war er an Sessions der Bebop-Pioniere in Clark Monroes Uptown House beteiligt. Auf Schallplatte ist er mit Kenny Clarke and his 52nd Street Boys (1946) zu hören. Er spielte dann 1946 in der ersten Bigband von Dizzy Gillespie, im selben Jahr bei Don Redman, mit dem er auf Europatournee ging; von 1947 bis 1949 war er bei Andy Kirk tätig. Ende der 1940er Jahre hatte er eine eigene Band, das Ray Abrams Orchestra, das er vor allem zusammen mit dem Trompeter Hank Dougherty aufgebaut hatte. Zusammen mit dem Sänger Herb Lance hatte er einen Hit mit Close Your Eyes in den R&B-Charts. Mit dieser Formation trat er im Savoy Ballroom auf. Die daraus hervorgegangene Ray Abrams Big Band existierte nach dem Tode von Ray Abrams weiter.
Im Jahr 1949 spielte Abrams wieder bei Gillespie, im selben Jahr wechselte er zur Band von Hot Lips Page. 1951 arbeitete er bei Paul Gayten, 1952 nahm er mit Bill Harris auf.